# Tungevaag & Raaban
Tungevaag & Raaban — норвежский диджей-дуэт состоящий из Мартина Тунгевога и Робина Сёдерлунда (также известным под псевдонимом Raaban). Дуэт выпускает музыку в жанре хаус и EDM. Их сингл «Samsara» с участием норвежской певици Эмилы, занял первую позицию в чарте Финляндии, вторую в Норвегии и четвёртую в Швеции.

## История
Дуэт был сформирован в 2015 году. Их дебютный сингл «Samsara» с участием певицы Эмилы, выпущен на лейбле Sony Music. Песня достигла седьмой позиции в чарте Великобритании. В декабре 2015 года они выпустили третий сингл «Russian Roulette», он находился на первой позиции в чарте Финляндии.

## Дискография

### Синглы
| Год  | Сингл                                         | Позиции в чарте | Позиции в чарте | Позиции в чарте | Позиции в чарте | Позиции в чарте | Позиции в чарте |
| Год  | Сингл                                         | NOR             | SWE             | AUT             | DEN             | FIN             | GER             |
| ---- | --------------------------------------------- | --------------- | --------------- | --------------- | --------------- | --------------- | --------------- |
| 2015 | «Samsara» (Совместно с Emila)                 | 2               | 4               | 7               | 8               | 1               | 60              |
| 2015 | «Parade 2015»                                 | —               | —               | —               | —               | —               | —               |
| 2015 | «Russian Roulette» (При участии Charlie Who?) | 9               | 10              | —               | —               | 1               | —               |
| 2016 | «Wolf»                                        | 10              | 86              | —               | —               | 2               | 13              |
| 2016 | «Magical»                                     | 39              | —               | —               | —               | 12              | —               |
| 2016 | «Stay Awake» (Совместно с VENIOR)             | —               | —               | —               | —               | —               | —               |
| 2016 | «Beast» (Совместно с Isac Elliot)             | 7               | 31              | —               | —               | 3               | —               |
| 2017 | «Wake Up Alone» (Совместно с Clara Mae)       | 29              | —               | —               | —               | —               | —               |
| 2017 | «Cold Blood» (Совместно с Jeffrey James)      | —               | —               | —               | —               | —               | —               |
| 2017 | «Coming Up» (Совместно с Victor Crone)        | —               | —               | —               | —               | —               | —               |

### Ремикс
| Название                                      | Исполнитель | Год  |
| --------------------------------------------- | ----------- | ---- |
| It's Gotta Be You» (Tungevaag & Raaban Remix) | Isaiah      | 2017 |